# Epactoides humberti
Epactoides humberti är en skalbaggsart som beskrevs av Renaud Maurice Adrien Paulian 1975. Epactoides humberti ingår i släktet Epactoides och familjen bladhorningar. Inga underarter finns listade i Catalogue of Life.